# ランポレッキオ
ランポレッキオ (伊: Lamporecchio) は、イタリア共和国トスカーナ州ピストイア県にある、人口約7,400人の基礎自治体（コムーネ）。

## 地理

### 位置・広がり

#### 隣接コムーネ
隣接するコムーネは以下の通り。括弧内のFIはフィレンツェ県所属を示す。
- チェッレート・グイーディ (FI)
- ラルチャーノ
- クアッラータ
- セッラヴァッレ・ピストイエーゼ
- ヴィンチ (FI)

### 気候分類・地震分類
ランポレッキオにおけるイタリアの気候分類 (it) および度日は、zona D, 1705 GGである。
また、イタリアの地震リスク階級 (it) では、zona 3 (sismicità bassa) に分類される。

## 行政

### 分離集落
ランポレッキオには以下の分離集落（フラツィオーネ）がある。
- Borgano, Cerbaia, Collececioli, Fornello, Mastromarco, Orbignano, Papone, Porciano, San Baronto, Spicchio, Papiano